# Шарипов, Тамерлан Вадимович
Тамерлан (Темирлан) Вадимович Шарипов (род. 28 августа 1995) — российский самбист, призёр чемпионата России по боевому самбо, мастер спорта России.

## Спортивные результаты
- Первенство России по боевому самбо среди юниоров 2014 года — [1];
- Чемпионат России по боевому самбо 2016 года — ;
- Кубок России по боевому самбо 2016 года — 7 место[2];
- Чемпионат России по боевому самбо 2017 года — 9 место[3];